# Deutsche Zeitung in den Niederlanden
Deutsche Zeitung in den Niederlanden (DZN, с нем. — «Немецкая газета в Нидерландах») — немецкоязычная газета, издававшаяся в Амстердаме в течение почти всего периода оккупации Нидерландов во время Второй мировой войны с 5 июня 1940 года по 5 мая 1945 года. Целью газеты было повлиять на общественное мнение в Нидерландах, особенно на мнение немцев (жителей страны, персонала, работавшего на оккупационные власти и солдат).
DZN входила в группу немецких оккупационных газет, издававшихся издательством Europa-Verlag. Серия таких газет была систематически создана во время немецких кампаний и впоследствии постепенно распалась из-за наступления союзных войск. На пике своего развития тираж этих газет превышал миллион экземпляров. В серию подобных газет также входила, например, Deutsche Zeitung in Norwegen (Немецкая газета в Норвегии), которая и послужила образцом для Deutsche Zeitung in den Niederlanden.